# Теорія великого вибуху (телесеріал)
Теорія великого вибуху (англ. The Big Bang Theory) — американський серіал, створений Чаком Лоррі і Біллом Предді. Серіал розповідає про життя двох молодих талановитих фізиків, Леонарда та Шелдона.
Прем'єра відбулася 24 вересня 2007 року на американському телеканалі CBS. Шоу також транслюється на канадському каналі A-Channel, індійському Zee Cafe і латиноамериканському Warner Channel.
Серіал завершився 16 травня 2019 року і налічує 12 сезонів та 279 серій.

## Назва
Назва серіалу «The Big Bang Theory» є англійською грою слів: з одного боку, назва серіалу походить від найменування фізичної теорії утворення Всесвіту в результаті великого вибуху. Відповідно до цієї теорії, Всесвіт існує лише скінченний час. Автором терміну Великий вибух вважають британського астронома Фреда Гойла, який використав цю назву в насмішку над теорією, якої не поділяв і яка на той момент мала офіційну назву теорія динамічної еволюціонуючої моделі. Але також сленговий вислів «Big Bang» у англосаксонській культурі позначає чоловічий оргазм. Назва телесеріалу обігрує таким чином одночасно дві сторони головних героїв: їхні стосунки і з наукою, і з дівчатами.

## Сюжет
Двоє талановитих фізиків, Леонард і Шелдон, вважають себе великими мислителями (сумарний IQ — 360). Але їхня геніальність анітрохи не допомагає їм спілкуватися з людьми, особливо з жінками. Все починає змінюватися, коли навпроти них поселяється білявка Пенні. Леонард починає цікавитися нею, проте Шелдон розуміє, що мріям його друга не судилося збутися (Ви з нею належите до різних біологічних видів). В свою ж чергу Пенні думає про них, як про милих вчених.
Варто також відзначити дивних друзів головних героїв: Говарда Воловіца, який любить вживати фрази шістьма різними мовами, і Раджеша Кутрапалі, який не може промовити ані слова до дівчини, якщо не вип'є хоча б трохи алкоголю. Усі персонажі серіалу відрізняються неабияким розумовими здібностями, у них велике наукове майбутнє, вони мають «свої фішки» та звички.

## Основні дійові особи

Герої серіалу. Зліва-направо: Говард, Леонард, Пенні, Шелдон, Раджеш.

### Леонард Гофстедтер(Джонні Галецкі)
Блискучий фізик-експериментатор (IQ 173 бали), має ступінь доктора філософії (отримав у 24 роки), працює в одному із провідних фізичних інститутів на кафедрі експериментальної фізики, грає на віолончелі, любить комп'ютерні ігри, комікси, фантастичні серіали, збирає мініатюри героїв коміксів (деякі досі зберігає нерозпечатаними — вважається, що після тривалого часу їхня колекційна вартість зросте багаторазово). Живе разом зі своїм другом Шелдоном. У першій серії серіалу закохується в Пенні, і з тих пір намагається справити на неї приємне враження, але по дорозі до її серця потрапляє у безліч комічних ситуацій (багато з яких відбуваються з вини його друзів, особливо Шелдона). Незважаючи на свою геніальність, має погані навички спілкування зі звичайними людьми, особливо з жінками. У нього було лише дві дівчини, перша (Джойс Кім) шпигунка Північної Кореї втекла від нього на 27-й день їхніх відносин (з'являється в 22й серії 3го сезону); друга (Леслі Уінкл) працює з Леонардом в одній лабораторії і використовує близькість з ним для зняття стресу (що відбувається кілька разів на рік).

### Шелдон Купер(Джим Парсонс)
Геній від фізики (IQ 187 балів), вундеркінд (отримав ступінь кандидата наук у 15 років), один із наймолодших лауреатів премії Стівенсона, працює фізиком-теоретиком у тому ж інституті, що і Леонард, на кафедрі теоретичної фізики, обожнює відеоігри, комікси, фантастичні серіали. За гороскопом Тілець. Водійські права отримав 2014 р. Живе в одній квартирі з Леонардом. Має сестру-близнюка Міссі (на відміну від брата, вона звичайна дівчина, не обтяжена величезним багажем знань). Частіше, ніж інші герої, любить давати розлогі високонаукові і гранично точні визначення для найзвичайніших речей. Потерпає через нав'язливу необхідність суворо дотримуватися правил, любить ідеальний порядок. Шелдон вважає себе представником розвиненішого біологічного виду — так званого Homo Novus, а всіх інших людей розумово нижчими. Вкрай погано знайомий із соціальними нормами і правилами поведінки у суспільстві, має деякі труднощі з розпізнаванням сарказму. Шелдон — винуватець більшості комічних ситуацій серіалу.

### Пенні(Кейлі Куоко)
Дівчина, якій 22 роки, сусідка Леонарда і Шелдона. Працює в CheeseCakeFactory офіціанткою (в 8 серії — барменом). Стрілець. Пенні народилася і виросла на фермі в Омасі, потім приїхала в Лос-Анджелес, мріючи стати акторкою (в 10 серії її беруть солісткою в бродвейський мюзикл, який провалився через жахливі вокальні дані Пенні). Поступово Леонард і його друзі, незважаючи на їхні дивацтва, стають найкращими друзями Пенні.

### Говард Воловітц(Саймон Гелберґ)
Єврей. Магістр інженерії, що працює в тому ж інституті на кафедрі машинобудування. Стверджує, що знає 6 мов (у тому числі: російська, китайська, французька, японська та клінгонська), в ході серіалу періодично користується фразами на різних мовах (не обов'язково те, що він вимовляє, відповідає тому, що він мав намір сказати — це говорить про його рівень володіння мовами). Як і друзі, любить відеоігри, комікси та наукову фантастику. Також любить кататися на своєму скутері. Основна проблема Говарда — він зациклений на сексі не приховує цього. Намагається вдавати із себе дамського улюбленця, систематично застосовує на практиці сумнівні поради по знайомству з дівчатами, отримані ним із різних джерел (найчастіше з Інтернету). Живе зі своєю мамою, хоча і стверджує, що насправді це вона з ним живе.

### Раджеш Кутраппалі(Кунал Найар)
Індієць. Працює в інституті з друзями на факультеті астрофізики. Мріє стати Індірою Ганді астрофізики частинок. Раджеш дуже сором'язливий, тому не може розмовляти з дівчатами (за його словами, при дуже великому скупченні людей це можливо), єдиний виняток: або коли Раджеш досить п'яний (у серії 8, де він розмовляє з Пенні і Лолітою Гупта), або після застосування ліків для подолання патологічної скромності (в серії 15, де він розмовляв із сестрою Шелдона — Міссі). У 17-ій серії другого сезону з'ясовується, що для розмови з дівчатами йому не обов'язковий алкоголь, достатньо, щоб спрацював ефект плацебо (Раджеш випив безалкогольного пива, думаючи, що п'є справжнє). Швидше за все, ліки для подолання патологічної скромності теж спричинили ефект плацебо. Нарешті наприкінці шостого сезону він таки зміг забалакати з жінкою без алкоголю. Це сталось коли Радж був дуже засмучений тим що досі не знайшов собі дівчини а Пенні прийшла його підбадьорити.

### Леслі Вінкл (Сара Гілберт)
Леслі — ще один фізик, працює в тій же лабораторії, що і Леонард. Дуже любить відпускати на адресу Шелдона шпильки, відіграючись таким чином за його висловлювання про те, що їй слід було б залишити фізику і зайнятися дітонародженням. Наскільки відомо з серіалу, веде безладне статеве життя, іноді використовує близькість з Леонардом для зняття стресу.

### Бернадетт Ростенковскі (Мелісса Ройч)
Бернадетт — офіціантка, дружина Говарда, що працює разом з Пенні у кафе The Cheesecake Factory. Працюючи в кафе, Бернадетт сплачує за навчання на мікробіолога. Пенні познайомила Говарда і Бернадетт за проханням Леонарда, оскільки 30 червня 2004, Леонард і Говард домовилися, що якщо у одного з них буде сексуальна подружка, то він повинен попрохати цю дівчину звести свого друга з її подружкою.

### Емі Фара Фаулер(Маїм Бялік)
Емі — дівчина Шелдона, хоч він так не вважає, запевнюючи усіх, що вона дівчина і друг, але не його дівчина. Пару Шелдон-Емі друзі лагідно звуть Шемі (Shamy) від імен Шелдон (Sheldon) та Емі (Amy). Починаючи з кінця 3-го — початку 4-го сезонів постійний персонаж серіалу. Ідеально підходить Шелдону тому що є нейробіологом з «схожим складом мислення як і в Купера».

### Запрошені актори
| Ім'я                  | Рід занять                                                                     | Роль                                        | Номер сезону (s) та номер епізоду (e) появи персонажа |
| --------------------- | ------------------------------------------------------------------------------ | ------------------------------------------- | --- |
| Лорі Меткалф          | Американська актриса                                                           | Мері Купер, мати Шелдона                    | s1e4 - The Luminous Fish Effect", s3e1 — The Electric Can Opener Fluctuation, s4e3 — The Zazzy Substitution, s5e6 — The Rhintis Revelation, s7e11 — The Cooper Extraction, s7e18 — The Mommy Observation, s8e23 — The Maternal Combustion, s9e1 — The Matrimonial Momentum, s9e24 — The Convergence Convergence, s10e1 — The Conjugal Conjecture, s10e12 Summation, s11e1 — The Proposal Proposal, s11e13 — The Solo Oscillation, s11e24 — The Bow Tie Asymmetry |
| Дональд Джозеф Куоллс | Американський актор                                                            | Тобі Лубенфельд, підставний кузен Шелдона   | s1e10 — «The Loobenfeld Decay» |
| Кортні Хенггелер      | Американська актриса                                                           | Міссі Купер, сестра-близнюка Шелдона        | s1e15 — «The Porkchop Indeterminacy», S11e24 — «The Bow Tie Asymmetry» |
| Чарлі Шин             | Американський актор                                                            | камео                                       | s2e4 — «The Griffin Equivalency» |
| Крістін Баранскі      | Американська актриса                                                           | Беверлі Хофстедтер, мати Леонарда           | s2e15 — «The Maternal Comacition», s3e11 — «The Maternal Congruence», s7e4 — «The Raiders Minimization», s8e23 — «The Maternal Combustion» |
| Джордж Смут           | Американський астрофізик. Лауреат Нобелівської премії з фізики                 | камео                                       | s2e17 — The Terminator Decoupling, s12e18 — The Laureate Accumulation |
| Саммер Глау           | Американська актриса                                                           | камео                                       | s2e17 — «The Terminator Decoupling» |
| Віл Вітон             | Американський актор                                                            | камео                                       | s3e5 — The Creepy Candy Coating Corollary, s3e19 — The Wheaton Recurrence, s4e8 — The 21-Second Excitation, s5e5 — The Russian Rocket Reaction, s5e22 — The Stag Convergence, s6e7 Configuration, s7e10 — The Discovery Dissipation, s7e19 The Indecision Amalgamation, s7e23 — The Status Quo Combustion, s8e20 — The Fortification Implementation, s9e11 — The Opening Night Excitation, s9e17 — «The Celebration Experimentation»                             |
| Кеті Сакгофф          | Американська актриса                                                           | камео                                       | s3e9 — The Vengeance Formulation, s4e4 — The Hot Troll Deviation |
| Даніка Маккеллар      | Американська актриса                                                           | Еббі, дівчина Раджеша                       | s3e12 — «The Psychic Vortex» |
| Ярдлі Сміт            | Американська актриса                                                           | Сенді, що служить біржі праці               | s3e14 — «The Einstein Approximation» |
| Стен Лі               | Автор коміксів та голова ради директорів Marvel Comics                         | камео                                       | s3e16 — «The Excelsior Acquisition» |
| Джуді Грір            | Американська актриса                                                           | Лікар Елізабет Плімптон                     | s3e21 — «The Plimpton Stimulation» |
| Стівен Ян             | Американський актор корейського походження                                     | Колишній сусід Шелдона (Себастьян)          | s3e22 — «The Staircase Implementation» |
| Стів Возняк           | Розробник комп'ютерів, співзасновник компанії Apple                            | камео                                       | s4e02 — «The Cruciferous Vegetable Amplification» |
| Джордж Такеї          | Американський актор                                                            | камео                                       | s4e04 — «The Hot Troll Deviation» |
| Ніл Деграсс Тайсон    | Астрофізик                                                                     | камео                                       | s4e07 — The Apology Insufficiency, s12e01 — The Conjugal Configuration |
| Елайза Душку          | Американська актриса                                                           | агент ФБР Пейдж                             | s4e07 — «The Apology Insufficiency» |
| Левар Бертон          | Американський актор                                                            | камео                                       | s4e17 — «The Toast Derivation», s6e7 — «The Habitation Configuration», s8e10 — «The Champagne Reflection» |
| Кіт Керрадайн         | Американський актор                                                            | Уайат, батько Пенні                         | s4e09 — «The Boyfriend Complexity» |
| Рік Фокс              | Триразовий чемпіон НБА                                                         | Глен, колишній хлопець Бернадетт            | s4e13 — «The Love Car Displacement» |
| Джессіка Волтер       | Американська актриса                                                           | місіс Летхем, меценат, що звабила Леонарда  | s4e15 — «The Benefactor Factor» |
| Браян Грін            | Фізик-теоретик                                                                 | камео                                       | s4e20 — «The Herb Garden Germination» |
| Кеті Леклерк          | Американська актриса                                                           | Емілі, глуха дівчина Раджеша                | s5e04 — «The Wiggly Finger Catalyst» |
| Брент Спайнер         | Американський актор                                                            | камео                                       | s5e5 — «The Russian Rocket Reaction» |
| Кортні Форд           | Американська актриса                                                           | Еліс, дівчина Леонарда                      | s5e7 — «The Good Guy Fluctuation» |
| Майкл Дж. Массіміно   | Астронавт НАСА                                                                 | камео                                       | s5e15 — The Friendship Contraction, s5e24 — The Countdown Reflection, s6e2 — The Decoupling Fluctuation, s6e4 — The Re-Entry Minimization, s7e16 — The Table Polarization, s8e3 — The First Pitch " |
| Павло Лічников        | Російський та американський актор театру та кіно                               | Дмитро Резинов, астронавт із Росії          | s5e24 — The Countdown Reflection, s6e1 — The Date Night Variable, s6e2 — The Decoupling Fluctuation, s6e3 — The Higgs Boson Observation, s6e4 — The Re-Entry Minimization |
| Леонард Німой         | Американський актор                                                            | Фігурка містера Спока (озвучка)             | s5e20 — «The Transporter Malfunction» |
| Стівен Гокінг         | Фізик-теоретик та космолог                                                     | камео                                       | s5e21 — The Hawking Excitation, s8e14 — «The Troll Manifestation», s9e17 — «The Celebration Experimentation» |
| Марго Харшман         | Американська актриса                                                           | Алекс Дженсен                               | починаючи з s6e3, помічник Шелдона Купера |
| Хауї Мандель          | Канадський актор та телеведучий                                                | камео                                       | s6e04 — «The Re-Entry Minimization» |
| Базз Олдрін           | Астронавт НАСА                                                                 | камео                                       | s6e05 — «The Holographic Excitation» |
| Кейт Мікуччі          | Американська актриса, комік, співачка                                          | Люсі, дівчина Раджеша                       | s6e16 — The Tangible Affection Proof, s6e17 — The Monster Isolation, s6e24 — The Bon Voyage Reaction, s7e8 — The Itchy Brain Simulation |
| Боб Ньюгарт           | Американський актор, комік                                                     | Артур «Професор Протон» Джефріс             | s6e22 — The Proton Resurgence, s7e7 — The Proton Displacement, s7e22 — The Proton Transmogrification, s9e11 — The Opening Night Excitation |
| Білл Най              | Американський інженер, телеведучий-популяризатор науки                         | камео                                       | s7e7 — «The Proton Displacement», s12e01 — «The Conjugal Configuration» |
| Джош Пек              | Американський актор                                                            | Джессі, власник магазину коміксів           | s7e13 — «The Occupation Recalibration» |
| Керрі Фішер           | Американська актриса                                                           | камео                                       | s7e14 — «The Convention Conundrum» |
| Джеймс Ерл Джонс      | Американський актор                                                            | камео                                       | s7e14 — «The Convention Conundrum» |
| Таня Реймонд          | Американська актриса                                                           | Іветта, ветеринар                           | s7e15 — «The Locomotion Manipulation» |
| Біллі Боб Торнтон     | Американський актор                                                            | Лікар Лорвіс                                | s8e7 — «The Misinterpretation Agitation» |
| Натан Філліон         | Американський актор                                                            | камео                                       | s8e15 — «The Comic Book Store Regeneration» |
| Мет Беннет            | Американський актор                                                            | Джош, єдинокровний брат Говарда             | s8e20 — «The Fortification Implementation» |
| Ілон Маск             | Американський бізнесмен, мільярдер, засновник компаній Tesla, PayPal та SpaceX | камео                                       | s9e9 — «The Platonic Permutation» |
| Джун Сквібб           | Американська акторка                                                           | Констанс, бабуся Шелдона                    | s9e14 — «The Meemaw Materialization» |
| Адам Вест             | Американський актор                                                            | камео                                       | s9e17 — «The Celebration Experimentation» |
| Джадд Хірш            | Американський актор                                                            | Альфред Хофстедтер, батько Леонарда         | s9e24 — «The Convergence Convergence» |
| Марія Кенелс-Баррера  | Американська актриса, комедіантка та співачка                                  | Ізабелла Марія Концепсьйон, інтерес Раджеша | s10e8 — «The Brain Bowl Incubation» |
| Еллен Дедженерес      | Американська актриса, комедіантка та телеведуча                                | камео                                       | s10e9 — «The Geology Elevation», s12e18 — «The Laureate Accumulation» |
| Крістофер Ллойд       | Американський актор                                                            | Теодор, новий сусід Пенні та Леонарда       | s10e10 — «The Property Division Collison» |
| Памела Едлон          | Американська актриса                                                           | озвучення Галєї (Halley)                    | s10e11 — «The Birthday Synchronicity» |
| Бет Берс              | Американська актриса                                                           | Нелл, подруга Раджеша                       | s11e14 — «The Separation Triangulation» |
| Волтон Гоггінс        | Американський актор та продюсер                                                | Олівер, чоловік Нелл, нової подруги Раджеша | s11e14 — «The Separation Triangulation» |
| Білл Гейтс            | Засновник фірми Microsoft та власного фонду.                                   | камео                                       | s11e18 — «The Gates Excitation» |
| Ніл Ґейман            | Англійський письменник                                                         | камео                                       | s11e21 — «The Comet Polarization» |
| Реймонд Теллер        | Американський ілюзіоніст, письменник, актор і кінорежисер.                     | Батько Емі Фари Фаулер                      | s11e24 — «The Bow Tie Asymmetry» |
| Кеті Бейтс            | Американська актриса                                                           | Мати Емі Фари Фаулер                        | s11e24 — «The Bow Tie Asymmetry» |
| Марк Гемілл           | Американський актор                                                            | камео                                       | s11e24 — «The Bow Tie Asymmetry» |
| Джеррі О'Коннелл      | Американський актор                                                            | Джорджі Купер, брат Шелдона                 | s11e23 — The Sibling Realignment, s11e24 — The Bow Tie Asymmetry, s12e4 — The Tam Turbulence |
| Карім Абдул-Джаббар   | Американський баскетболіст                                                     | камео                                       | s12e16 — «The D&D Vortex» |
| Джо Манганьєлло       | Американський актор                                                            | камео                                       | s12e16 — «The D&D Vortex» |
| Вільям Шетнер         | Канадський актор та письменник                                                 | камео                                       | s12e16 — «The D&D Vortex» |
| Френсіс Арнольд       | Американський вчений та інженер. Лауреат Нобелівської премії з хімії.          | камео                                       | s12e18 — «The Laureate Accumulation» |
| Кіп Торн              | Американський астрофізик                                                       | камео                                       | s12e18 — «The Laureate Accumulation» |
| Сара Мішель Геллар    | Американська актриса                                                           | камео                                       | s12e24 — «The Stockholm Syndrome» |

## Пісня у заставці
Початкова пісня — «History of Everything» у виконанні канадської альтернативної рок-групи Barenaked Ladies. Часто її називають просто «The Big Bang Theory Theme».

## Цікаві факти
- Головні герої серіалу названі іменами Шелдон і Леонард на честь знаменитого актора і телепродюсера Шелдона Леонарда.
- Прізвище Шелдона збігається з прізвищем відомого американського фізика Леона Ніла Купера, лауреата Нобелівської премії із фізики 1972 р., «За створення мікроскопічної теорії надпровідності» спільно з Джоном Бардіном і Джоном Шріффером.
- Прізвище Леонарда збігається з прізвищем іншого американського фізика-експериментатора Роберта Гофштедера, лауреата Нобелівської премії з фізики 1961 року «за основні дослідження з розсіювання електронів на атомних ядрах і пов'язаних з ними відкриття в області структури нуклонів».
- В одному з сезонів герої грають в настільну гру Дженга гігантського розміру, що є, ймовірно, прихованою рекламою.
- В восьмому епізоді третього сезона Радж, Леонард і Говард ведуть спостереження за нічним небом знаходячись(як оголошує с самого початку Радж)в точці земної кулі з координатами 34,48 Пв.ш., 118,31 зх. д. В цьому районі розташован Star Trek Historic film site, (Vasquez Rocks, Los Angeles County / California)
- В двадцять другому епізоді третього сезона Шелдон демонструє прапор квартири, що в точності копіює прапор Галицько-Волинського князівства

## Список сезонів
| Сезони | Сезони | Епізоди | Оригінальний початок | Оригінальний початок | DVD реліз         | DVD реліз         | DVD реліз         | Глядачі (мільйони) | Рейтинг | 18–49 Рейтинг/Частка |
| Сезони | Сезони | Епізоди | Початок сезону       | Кінець сезону        | Регіон 1          | Регіон 2          | Регіон 4          | Глядачі (мільйони) | Рейтинг | 18–49 Рейтинг/Частка |
| ------ | ------ | ------- | -------------------- | -------------------- | ----------------- | ----------------- | ----------------- | ------------------ | ------- | -------------------- |
|        | 1      | 17      | 24 вересня 2007      | 19 травня 2008       | 2 вересня 2008    | 12 січня 2009     | 3 квітня 2009     | 8.31               | #68     | 3.3/8 (#46)          |
|        | 2      | 23      | 22 вересня 2008      | 11 травня 2009       | 15 вересня 2009   | 19 вересня 2009   | 3 березня 2010    | 10.03              | #40     | 3.5/10               |
|        | 3      | 23      | 21 вересня 2009      | 24 травня 2010       | 14 вересня 2010   | 27 вересня 2010   | 13 жовтня 2010    | 14.22              | #12     | 5.3/13 (#5)          |
|        | 4      | 24      | 23 вересня 2010      | 19 травня 2011       | 13 вересня 2011   | 26 вересня 2011   | 5 жовтня 2011     | 13.21              | #13     | 4.4/13 (#7)          |
|        | 5      | 24      | 22 вересня 2011      | 11 травня 2012       | 11 вересня 2012   | 3 вересня 2012    | 3 жовтня 2012     | 15.82              | #8      | 5.5/17 (#6)          |
|        | 6      | 24      | 27 вересня 2012      | 16 травня 2013       | 10 вересня 2013   | 2 вересня 2013    | 11 жовтня 2013    | 18.68              | #3      | 6.2/19 (#2)          |
|        | 7      | 24      | 26 вересня 2013      | 15 травня 2014       | 16 вересня 2014   | 8 вересня 2014    | 17 вересня 2014   | 19.96              | #2      | 6.2/20 (#2)          |
|        | 8      | 24      | 22 вересня 2014      | 7 травня 2015        | 15 вересня 2015   | 14 вересня 2015   | 16 вересня 2015   | 19.05              | #2      | 5.6/17 (#4)          |
|        | 9      | 24      | 21 вересня 2015      | 12 травня 2016       | 13 вересня 2016   | 29 серпня 2016    | 31 серпня 2016    | 20.36              | #2      | 5.8/19 (#3)          |
|        | 10     | 24      | 19 вересня 2016      | 11 травня 2017       | 12 вересня 2017   | 11 вересня 2017   | 13 жовтня 2017    | 18.99              | #2      | 4.9/19 (#3)          |
|        | 11     | 24      | 25 вересня 2017      | 10 травня 2018       | 11 вересня 2018   | 24 вересня 2018   | 12 жовтня 2018    | 18.63              | #1      | 4.4 (#5)             |
|        | 12     | 24      | 24 вересня 2018      | 16 травня 2019       | 12 листопада 2019 | 11 листопада 2019 | 13 листопада 2019 | 17.31              | #2      | 3.6 (#6)             |

## Дубляж та закадрове озвучення

### Старе багатоголосе закадрове озвучення студії «Так Треба Продакшн» на замовлення телеканалів «Інтер»\"MTV Україна"\"ZOOM" (1—5 сезони, 2008—2013)
- Ролі озвучували: Анатолій Пашнін, Дмитро Терещук, Дмитро Гаврилов, Світлана Шекера і Наталя Денисенко

### Нове багатоголосе закадрове озвучення студії «Так Треба Продакшн» на замовлення телеканалу «Paramount Comedy» (1—12 сезони, 2017)
- Ролі озвучували: Володимир та Дмитро Терещуки, Павло Лі, Олена Бліннікова, Марина Локтіонова, Юлія Перенчук, Оксана Гринько і Ганна Соболєва

### Дубляж студії «CinemaSound Production» на замовлення телеканалу «НЛО TV» (1—12 сезони, 2020)
- Ролі дублювали: Михайло Тишин, Павло Лі, Роман Солошенко, Дмитро Бузинський, Дмитро Вікулов, Олена Узлюк, Марина Локтіонова, Катерина Буцька і Оксана Гринько